# Phaenobezzia vulgaris
Phaenobezzia vulgaris är en tvåvingeart som beskrevs av Saha och Gupta 2001. Phaenobezzia vulgaris ingår i släktet Phaenobezzia och familjen svidknott. Inga underarter finns listade i Catalogue of Life.